# پیرغار
پیرغار، منطقه‌ای تاریخی و گردشگری، مجاور روستای ده‌چشمه در شهرستان فارسان و استان چهارمحال و بختیاری است. کتیبه‌های مشروطیت در پیرغار، مربوط به دوره قاجار است و این اثر در تاریخ ۸ اسفند ۱۳۷۷ با شمارهٔ ثبت ۲۲۷۹ به‌عنوان یکی از آثار ملی ایران به ثبت رسیده است.

## کتیبه‌ها
در پیرغار سه کتیبه از دوران مشروطیت وجود دارد که توسط دوتن از رهبران جنبش مشروطه‌خواهی بختیاری، سردار اسعد و سردار ظفر نوشته شده‌اند.

### کتیبه‌های مشروطیت
متن کامل دو کتیبهٔ دوران مشروطیت این چنین است:
چنین گوید حاجی خسروخان سردار ظفر در سنه ۱۳۲۴ آزادی‌خواهان ایرانی از مقام سلطنت تقاضای مشروطه نمودند. مظفرالدین‌شاه قاجار طاب الله ثراه حکم مشروطیت را دست‌خط و بعد از اندک زمانی به رحمت ایزدی پیوست. محمدعلی‌شاه بر سریر سلطنت برآمد در آن وقت بنده درخدمت برادر والاتبارم حاج علیقلی‌خان سردار به فرنگستان رفته و چهار ماه آنجا بودیم. به واسطه بی‌مرحمتی محمدعلی‌شاه، اغتشاش در بختیاری فراهم آمد که بنده از مراجعت و کمک به صمصام‌السلطنه که ایلخانی بود مجبور شده از پاریس به مسکو و از مسکو سیزده روزه به بختیاری رسیدم. به حمداله با بنی اعمام صلح و پس از یکسال محمدعلی‌شاه پارلمان را بمبارده نمود و از بختیاری امداد خواست. این بنده به اتفاق امیر مفخم و سردار جنگ و سردار اشجع با چهار صد سوار به طهران رفتیم. هیجان از تمام ایران رفع مگر آذربایجان خصوصاً تبریز با کمال قدرت مقاومت کردند دو مرتبه سوار بختیاری احضار و با سواران طهران رفتیم. ولی قصد ما طرفداری ملت بود. این موقع در اصفهان و گیلان هم انقلاب و شورش حادث شد. صمصام‌السلطنه در اصفهان و لنجان، سپهدار در رشت، سردار اسعد هنوز در فرنگستان و با مشروطیون در لندن و پاریس اجماع داشتند. این اوقات از راه جنوب هندوستان حرکت کرده به محمره آمده و از محمره به بختیاری وارد شدند. بنده هم اصفهان و بختیاری آمده سوار زیادی به کمک ملّیون تهیه دیده و سردار اسعد با یک هزار سوار به طهران حرکت کرد. سپهدار هم از رشت عازم [طهران شدند] — در طهران پس از جنگ زیاد داخل شهر شدند. محمدعلی شاه در شمیران بودند. همین‌قدر که طهران اشغال گردید به سفارت روس پناهنده شد. ولیعهد را که اعلی‌حضرت سلطان احمدشاه سلطان حالیه ایران خلدالله ملکه است سردار اسعد و سپهدار و ملّیون برتخت سلطنت نشانده عضدالملک قاجار را به سمت نیابت سلطنت منتخب نمودند. پس از یکسال عضدالملک مرحوم و ناصرالملک همدانی را به جای آن مرحوم گماشتند. درسنه ۱۳۲۹ محمدعلی‌شاه که از طرف دولتین و مواجب زیاد در روسیه اقامت داشت از طرف استرآباد و سالارالدوله برادرش از کردستان و کرمانشاه با ایلات زیاد برای پایتخت هجوم کردند. آن عصر با ملت غیر از امین و ایل بختیاری کسی همراه نبود و به تصویب پارلمان و نایب‌السلطنه خوانین از بختیاری با سه هزار سوار برای جلوگیری محمدعلی‌شاه و سالارالدوله حرکت کردند. امیر مفخم و مرتضی‌قلی‌خان حکمران لرستان عقب نشانیده پس از جنگ خونین و تلفات زیاد عراق (اراک) آمدند. این بنده مأمور نظم عراق و کرمانشاهان و کردستان بودم به قشون آن‌ها ملحق شدم و همگی تا قم عقب کردیم. بعد از آن که سوار بختیاری و مجاهدین محمدعلی‌شاه را شکست دادند فرار نمود و سردار ارشد به دست سوار بختیاری دستگیر و تیرباران شد. مامور جنگ سالارالدوله شدند که از دو طرف جلوگیری نماییم از این طرف بنده حقیر و سردار جنگ با یک هزار و سیصد سوار بختیاری و از طهران سردار محتشم و سردار بهادر و موسیو یفرم‌خان ارمنی با یک هزار و سیصد سوار بختیاری و مجاهد بودند در ساوه ملاقات و با همدیگر دست دادند. به خواست خدا سالارالدوله را شکست فاحشی دادیم که با تلفات بسیاری به لرستان فرار نمود ما هم تا همدان او را تعاقب کردیم. بعد از جنگ دیگر چنان شکست خورد که به کلی تاب مقاومت نکرده کرمانشاهان رفت در این بین از طرف دولت امپراطوری روس اولتیماتومی شد که برای ایران خطر عظیم داشت ناچار نایب السلطنه قبول نمود. در آن وقت صمصام السلطنه رئیس الوزرا بود محمدعلی‌شاه مجدداً روسیه رفته تا اردوی بختیاری متفرق گردید. بنده مأمور اصفهان شدم بعد از یکسال حکومت اصفهان فرنگستان رفته و هشت ماه آنجا ماندم با ناصرالملک نایب السلطنه به ایران آمده یکسال بیکار و ابتدا به حکومت یزد و بعد به حکومت کرمان منتخب شدم. یکسال و نیم کرمان بودم جنگ اروپا شروع شد و دولت عثمانی نیز داخل جنگ شد. دامنه جنگ نیز به ایران کشیده شد. و تا کنون هم که اواخر سنه ۱۳۳۴ است پس از مدتی آتش جنگ در اغلب اروپا و نقاط ایران مشتعل و قشون روس و عثمانی در همدان تا نزدیک قزوین مشغول جنگ می‌باشند. خوانین هم صمصام‌السلطنه، سردار اسعد و سردار جنگ و سردار بهادر در طهران و این بنده با سایر خوانین در چهارمحال منتظر حوادث روزگار می‌باشم.

### کتیبه لغو القاب
کتیبه سوم در خصوص لغو شدن القاب در سال ۱۳۰۴ هجری‌شمسی به دستور مجلس شورای ملی حجاری شده است:
شنیدم که جمشید فرخ‌سرشت به سرچشمه بر روی سنگی نوشت
در این چشمه چون ما بسی دم زدند برفتند تا چشم برهم زدند
چنین گوید که حاج علی‌قلی‌خان سردار اسعد ابن حسین‌قلی‌خان ایلخانی ابن جعفرقلی‌خان ابن حبیب‌اله‌خان ابن ابداخان ابن علی صالح خان ابن عبدالخلیل ابن خسروآقا ابن غالب آقا ابن حیدر که اجداد من همه وقت به ریاست طایفه هفت‌لنگ بختیاری برقرار بودند تا زمان پدرم حسینقلی‌خان ایلخانی که طوایف چهارلنگ و جوانکی گرمسیر و سردسیر و فلارد ضمیمه حکومت او شدند. در سنه ۱۲۹۹ مرحوم برادر ارشدم اسفندیارخان سردار اسعد در اصفهان شش سال محبوس ماند و حکومت بختیاری و مضافات با اعمام گرامم بوده. بعد از شش سال برادرم مرخصی و به منصب سردار اسعد منصوب شد. چند سال با اعمام و بنی اعمام دشمنی و جنگ‌ها و خون‌ریزی کردیم و عاقبت صلح کرده متحد شدیم. تا کنون که سنه ۱۳۳۲ و سال دهم جلوس اعلی‌حضرت مظفرالدین قاجار خلدالله ملکه می‌باشد با وجود وفات چهار نفر از بزرگان به کمال اتحاد مشغول ریاست هستیم. از ثمر اتحاد بر املاک موروثی افزودیم. الان سه‌ربع چهارمحال و تمام رام‌هرمز، زیدون و حومه بهبهان، املاک زیادی از عربستان، چندین قریه از بربرود، چندین قریه از لنجان و سمیرم ملک زر خرید این خانواده است. از چهارمحال ناحیه میزدج و چندین قریه دیگر ملکی من و گرامی برادرم حاجی خسروخان سالار ارفع است که اولاد و احقار ما اتحاد را از دست ندهند. در تاریخ هفتم محرم ۱۳۳۶ مطابق اول میزان مرحوم سردار اسعد طهران به رحمت ایزدی پیوست.

— لغو شدن القاب در سال اود ئیل هزار و سیصد و چهار شمسی به امر مجلس شورای ملی

## جاذبه‌های طبیعی
از دیگر جاذبه‌های دیدنی منطقه پیرغار، آبشار زیبای پیرغار است که یکی از زیباترین آبشارهای فصلی ایران و استان چهارمحال بختیاری است و به علت وجود چشمه‌ها و رودخانه‌های این استان نسبت به استان‌های دیگر مدت زمان بیشتری جاری است و این آبشار در محیط طبیعی شگفت‌انگیزی واقع شده است که آبشار نامش را از غاری آهکی و ناشناخته می‌گیرد که دارای اهمیت تاریخی است و آبی که از آبشار پیرغار سرازیر می‌شود کشتزارهای روستای ده چشمه را نیز سیراب می‌نماید.
از مسیرهای ایجاد شده در کوه می‌توان با یک کوه پیمایی متوسط خود را به بالاترین نقطه آبشار و در ادامه مسیر با دنبال کردن آب به سرچشمه آن رسید.
روستای ده چشمه روستایی سرسبز و جنگلی که به دلیل طبیعت زیبا و بکر و وجود کتیبه‌های ارزشمند تاریخی، در فهرست آثار تاریخی ایران قرار گرفته است.

## نگارخانه

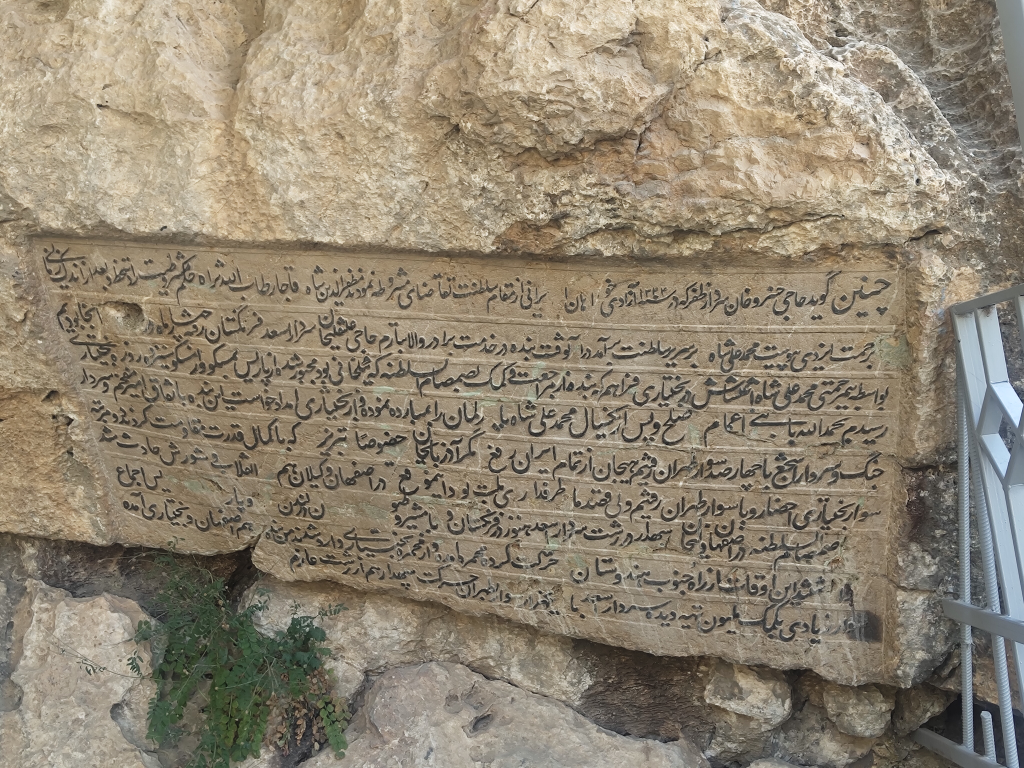
کتیبهٔ اول
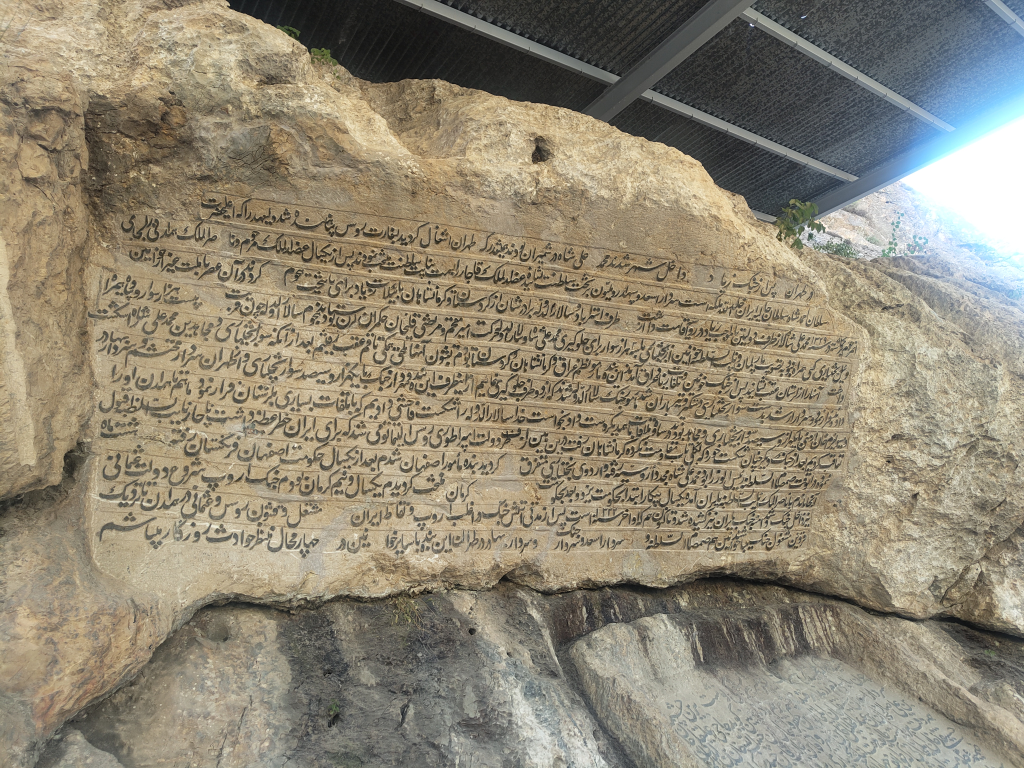
کتیبهٔ دوم
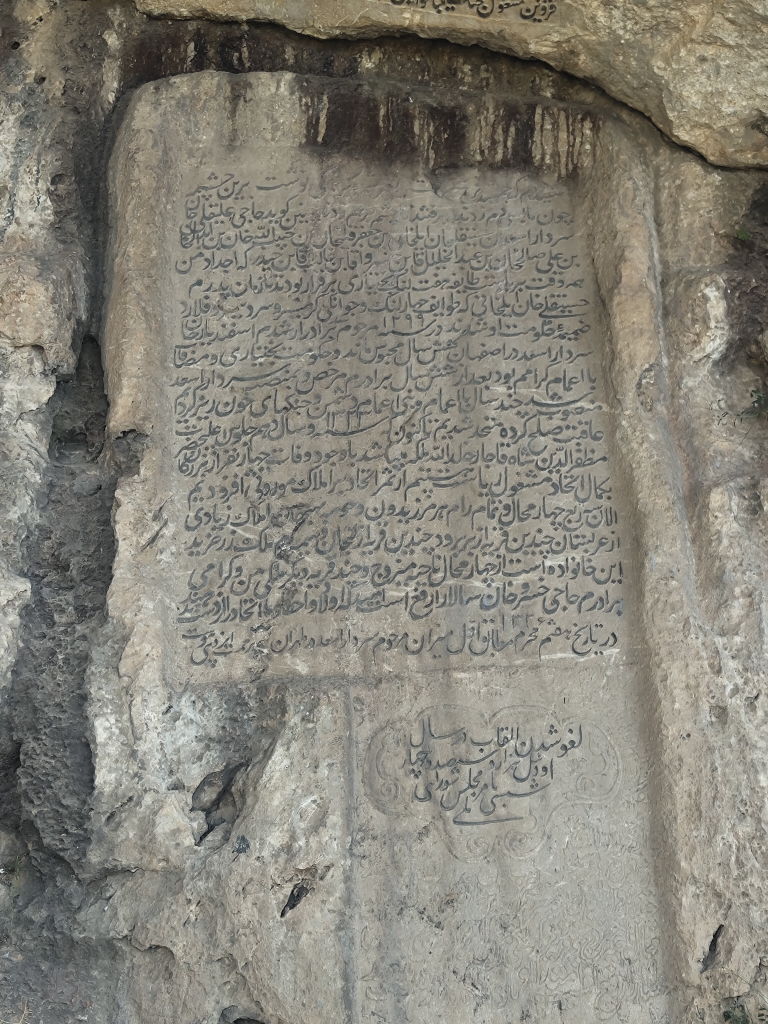
کتیبهٔ سوم